# Westlothiana
Westlothiana ist ein urtümliches, ausgestorbenes Landwirbeltier (Tetrapoda). Es wurde in schottischen und nordamerikanischen Schichten nachgewiesen, die dem Unterkarbon (vor 355 bis 350 Millionen Jahren) zugeteilt werden und nach der Lage des Fundorts in der traditionellen schottischen Grafschaft West Lothian benannt.

## Fundorte
Der private Paläontologe Stan Wood fand Westlothiana 1988 im Steinbruch von East Kirkton in der Nähe der Stadt Bathgate in Schottland, wo das Tier zwischen fossilen Spinnen, Skorpionen und anderen Gliederfüßern eingebettet war. Weitere Fossilien wurden in Nordamerika entdeckt.

## Eigenschaften
Der Paläontologe T. R. Smithson untersuchte das Fossil 1994. Er stellte fest, dass es sowohl Merkmale einer Amphibie, als auch Merkmale eines Reptils aufweist.
So gleichen der Schädel und einige Wirbel denen von frühen Amnioten. Westlothiana besaß zwar kleine, aber definitiv knöcherne Gliedmaßen. Der Oberarmknochen (Humerus) erinnert ebenfalls an frühe Amnioten. Es hat zwar nur 3 Fußwurzelansätze in Nähe der Körpermitte, wie bei primitiveren Tetrapoden, aber dafür schon dieselbe Anzahl von Fingern wie bei frühen Amnioten. Die langen Bauch- und Rückenschuppen sind primitiver als die der Anthracosauria, aber moderner als die von den später im Perm lebenden Seymouriamorpha.
Das Tier maß ca. 30 cm, besaß eine reptilienähnliche Gestalt mit Hautschuppen und hatte vollends an das Leben an Land angepasste Füße ohne Schwimmhäute. In seinem Maul hatte Westlothiana spitze, nadelartige Zähne, die vermutlich bestens dazu geeignet waren, Insekten zu jagen. Es könnte einen feuchten Lebensraum an Ufern von Seen bewohnt haben.

## Einordnung
Nach dem ersten Fund in Schottland wurde Westlothiana schnell als das erste „richtige Reptil“ angesehen. Englische Forscher nannten sie deshalb auch scherzhaft „Lizzy the lizard“ (dt. = „Lizzy die Echse“). Bei späteren Untersuchungen erwies sie sich jedoch nur als reptilienähnlich, also gehörte Westlothiana höchstens in die Stammlinie der Amnioten (zu denen Reptilien, Vögel und Säugetiere gehören), war jedoch nicht der erste Amniot selbst. Nach einer Neuuntersuchung der verwandtschaftlichen Beziehungen der frühen Landwirbeltiere kommt ein Wissenschaftlerteam zu dem Schluss, dass Westlothiana basal zu den Lepospondyli steht. Die von beiden gebildete Klade ist die Schwestergruppe eines Taxons aus Diadectomorpha und der Amniota.